# قاي فرانكس
قاي فرانكس (23 سبتمبر 1962 في المملكة المتحدة - ) (بالإنجليزية: Guy Franks)‏ هو لاعب كريكت بريطاني. لعب مع Hertfordshire County Cricket Club ‏ وBritish Universities cricket team ‏ وLincolnshire County Cricket Club ‏ ونادي الكريكت في جامعة أكسفورد ‏.

## وصلات خارجية
- قاي فرانكس على موقع إي آس بي آن كريك إنفو (الإنجليزية)